# Arctomecon
Arctomecon – rodzaj roślin z rodziny makowatych. Obejmuje trzy gatunki występujące w południowo-zachodniej części Stanów Zjednoczonych (w stanach: Utah, Kalifornia, Nevada i Arizona). Rośliny te bywają uprawiane jako ozdobne.

## Morfologia
PokrójKępowe byliny ze słabo ulistnionymi lub bezlistnymi, wyprostowanymi łodygami kwiatowymi.
LiścieOgonkowe, skupione w rozecie przyziemnej, rzadziej także wyrastają na wzniesionej łodydze. Blaszka liściowa łopatkowata (wachlarzowata), sina, długo owłosiona falistymi i haczykowatymi włoskami. Brzegi blaszki liściowej gładkie, tylko na końcach zaostrzone.
KwiatyWyrastają pojedynczo lub skupione po kilka na szczycie łodygi. Kielich składa się z 2 lub 3 działek, trwałe płatki korony są w liczbie 4 lub 6. Pręcików jest wiele. Pojedynczy słupek składa się z 3–6 owocolistków, z których każdy zakończony jest główkowatym znamieniem. Zalążnia jest jednokomorowa.
OwoceWyprostowane torebki zawierające kilka lub wiele ciemnobrązowych nasion o średnicy 1,5 do 3 mm.

## Systematyka
Pozycja systematyczna według Angiosperm Phylogeny Website (aktualizowany system APG IV z 2016)
Rodzaj Arctomecon należy do plemienia Papavereae, podrodziny Papaveroideae, rodziny makowatych Papaveraceae, do rzędu jaskrowców (Ranunculales) i wraz z nim do okrytonasiennych.
Wykaz gatunków
- Arctomecon californicum Torr. & Frém.
- Arctomecon humile Coville
- Arctomecon merriamii Coville